# 小倉宗衛
小倉宗衛（おぐら そうえい、1928年 - 2021年7月22日）は、日本の能面作家。特定非営利活動法人日本伝統芸術文化協会理事長。

## 来歴
1928年、千葉県成田市に生まれる。画家を志し1948年に文化学院美術科へ入学。翌年、現代美術家協会会員となる。同校にて「雪月花」と呼ばれる能の小面に関する講義を受け、「いつかそんな能面を作ってみたい」と思ったことをきっかけに、絵画制作の傍ら能楽の習得に入る。1971年から本格的に能面製作を開始。1975年に渡仏、グランショミエール・アカデミーにてデッサンを学ぶ。1984年、国内で初めて能面展を開催。翌年1985年5月アメリカ・サンフランシスコにおける能面展から始まり、以降、国内外問わず展示の場を広めている。

## 展示会
- 1984年-1986年 - 東京都
- 1985年 -アメリカ・サンフランシスコ
- 1986年 - アメリカ・ニューヨーク
- 1987年-2007年 - 東京都
- 1988年 - ドイツ・デュッセルドルフ/ミュンヘン
- 1989年 - オーストラリア・メルボルン、カナダ・バンクーバー/オタワ
- 1991年 -イギリス・ロンドン
- 1992年 - アメリカ・ミネアポリス美術館
- 1992年12月25日-1月3日- 飛鳥（グアムニューイヤークルーズに於いて能面制作実演）
- 1993年 - トルコ・イスタンブール、アメリカホノルル美術館
- 1994年-1997年 -東京都
- 1995年 - イスラエル・テルアビブ大学、フランス・プロヴァンス
- 1996年 - フランス、オルレアン、ノルウェー国王・王女に能面献上
- 1998年 - 山形美術館・北海道近代美術館
- 2001年 - 宮崎県立美術館
- 2003年 - 茨城県金砂神社磯出大祭礼
- 2004年 - カンボジア王女に能面献上
- 2007年 - 熊本城築城400年祭 熊本城能面展
- 2009年 - ポーランド・クラクフ 日本美術技術センター「幽玄の世界展」
- 2013年 - インドネシア・バンドン アジア アフリカ会議博物館 / ジャカルタ 国際交流基金『魂の品格』展
- 2021年7月22日 - 逝去 享年 93

## 奉納
- 1993年

山形県鶴岡市／春日神社
- 1998年

島根県隠岐島／隠岐神社・島根県隠岐郡／焼火神社・島根県隠岐郡／美田八幡神社・島根県松江市／佐陀神社・新潟県三条市／弥彦神社・新潟県／堀立神社
- 2000年

宮崎県西臼杵郡／高千穂神社・宮崎県西臼杵郡／天岩戸神社・宮崎県宮崎市／宮崎神宮・宮崎県宮崎市／鵜戸神宮・宮崎県西都市／都萬神社・奈良県橿原市／橿原神宮・奈良県奈良市／春日大社
- 2001年

島根県出雲市／出雲大社・島根県八東郡／熊野大社・東京都府中市／大國魂神社
- 2002年

東京都千代田区／靖国神社・東京都千代田区／日枝神社・千葉県香取市／香取神宮・埼玉県秩父市／秩父神社・茨城県鹿嶋市／鹿島神宮・島根県出雲市／日ノ御碕神社・和歌山県東牟婁郡／熊野本宮大社・和歌山県東牟婁郡／熊野那智大社・和歌山県新宮市／熊野速玉大社・宮崎県西都市／都農神社
- 2003年

東京都檜原村／春日神社・東京都檜原村／九頭龍神社・千葉県成田市／八幡神社・千葉県成田市／小御門神社・長野県諏訪市／諏訪大社・熊本県阿蘇郡／阿蘇神社・奈良県桜井市／大神神社・奈良県天理市／石上神宮・奈良県天理市／大和神社・茨城県常陸太田市／西金砂神社・茨城県常陸太田市／東金砂神社
- 2004年

東京都千代田区／東京大神宮・東京都青梅市／青渭神社・千葉県／玉前神社・埼玉県大宮市／氷川神社
- 2005年

東京都品川区／品川神社・東京都西東京市／東伏見稲荷神社・広島県広島市／厳島神社・茨城県水戸市／常磐神社
- 2006年

東京都千代田区／神田神社・東京都台東区／浅草神社・東京都青梅市／住吉神社・東京都青梅市／千ヶ瀬神社・北海道札幌市／北海道神宮・千葉県成田市／新勝寺
- 2007年

熊本県熊本市／藤崎八幡宮・大分県宇佐市／宇佐神宮・東京都杉並区／法華寺・京都府京都市／北野天満宮・京都府京都市／八坂神社・京都府京都市／平安神宮
- 2008年

東京都渋谷区／代々木八幡・西東京市東伏見／東伏見稲荷神社・神奈川県鎌倉市／鶴岡八幡宮・京都府八幡市／石清水八幡宮・京都市伏見区／伏見稲荷大社
- 2009年

東京都青梅市／御嶽神社・神奈川県高座郡／寒川神社・岐阜県八幡市／白山神社・岐阜県八幡市／八幡神社・鹿児島県霧島市／霧島神宮
- 2010年

東京都日野市／八坂神社・京都市／賀茂御祖神社・兵庫県丹波市／柏原八幡宮

## 受賞履歴
- 日本芸術家連合会展最優秀賞受賞（1985年）
- 国際芸術文化賞受賞（1985年）
- 財団法人神道文化会表彰（2008年）